# Killswitch Engage (Album)
Killswitch Engage ist das fünfte Album der US-amerikanischen Metalcore-Band Killswitch Engage. Das Album wurde am 30. Juni 2009 via Roadrunner Records veröffentlicht und ist nach dem Debütalbum von 2000 das zweite selbstbetitelte Album. Am selben Tag erschienen auch eine Special Edition und ein Vinyl Record.

## Entstehungsgeschichte
Zum ersten Mal wurde ein Album der Band von Adam Dutkiewicz und Brendan O’Brien produziert. Die Band spielte vor der Veröffentlichung des Albums den Song A Light in a Darkened World auf ihren Konzerten als eine Art Vorschau auf das neue Album. Am 5. Juni 2009 wurde das Musikvideo zu Starting Over veröffentlicht.

## Stil
Auf diesem Album führt die Band die schon auf dem Vorgängeralbum As Daylight Dies gespielte und eher am Mainstream orientierte Musik fort. Die für den Metalcore typischen Hardcore-Elemente sind verringert worden und es steht eher die Melodie an erster Stelle. Außerdem bauten Killswitch Engage mehrere technische und progressive Elemente in ihre Musik ein. Die Wechsel zwischen gutturalem und klarem Gesang sind ebenso wie diverse Gitarren-Soli weiterhin vorhanden. Auf dem Album finden sich auch sehr eingängige und ruhige Songs wie Lost oder The Return wieder.

## Titelliste
Liedtexte: Howard Jones / Musik: Howard Jones, Adam Dutkiewicz, Joel Stroetzel, Mike D’Antonio, Justin Foley
1. Never Again – 3:11
2. Starting Over – 3:53
3. The Forgotten – 3:20
4. Reckoning – 2:43
5. The Return – 4:30
6. A Light in a Darkened World – 2:53
7. Take Me Away – 2:47
8. I Would Do Anything – 3:24
9. Save Me – 3:48
10. Lost – 3:47
11. This is Goodbye – 4:18
Bonustitel der Special Edition:
12. In a Dead World – 4:14
13. Rose of Sharyn (Live) – 3:48
14. My Curse (Live) – 4:26
15. Holy Diver (Live) – 5:07

## Singleauskopplungen
- 2009: Reckoning
- 2009: Starting Over
- 2009: Take Me Away

## Chartplatzierungen
| ChartsChartplatzierungen       | Höchstplatzierung | Wochen |
| ------------------------------ | ----------------- | ------ |
| Deutschland (GfK)              | 27 (2 Wo.)        | 2      |
| Österreich (Ö3)                | 36 (3 Wo.)        | 3      |
| Schweiz (IFPI)                 | 51 (1 Wo.)        | 1      |
| Vereinigte Staaten (Billboard) | 7 (12 Wo.)        | 12     |
| Vereinigtes Königreich (OCC)   | 29 (2 Wo.)        | 2      |

In der ersten Woche wurden in den Vereinigten Staaten 58.000 Kopien verkauft.